# Ögmundur Kristinsson
Ögmundur Kristinsson, född 19 juni 1989 i Reykjavik, är en isländsk fotbollsmålvakt som spelar för Valur. Han har även spelat för Islands landslag.

## Karriär
Ögmundur gjorde sitt första framträdande i moderklubben Frams a-lag redan som 16-åring 2006. Han blev en ordinarie startspelare 2011 och behöll sin plats fram till att han flyttade till danska Randers på ett ettårskontrakt sommaren 2014.
Under året i Randers blev det bara två ligamatcher för Ögmundur och sommaren 2015 skrev han på ett treårsavtal med Hammarby.. Efter två år i Hammarby skrev han på för nederländska Excelsior från Rotterdam i den nederländska högstadivisionen Eredivisie.
I juli 2024 återvände Ögmundur till Island och skrev på för Valur.